# Birmingham (Iowa)
Birmingham ist eine Stadt (mit dem Status „City“) im Van Buren County im US-amerikanischen Bundesstaat Iowa. Im Jahr 2010 hatte Birmingham 448 Einwohner, deren Zahl sich bis 2013 auf 441 leicht verringerte. Das U.S. Census Bureau hat bei der Volkszählung 2020 eine Einwohnerzahl von 367 ermittelt.

## Geografie
Birmingham liegt im Südosten Iowas rund 10 km nördlich des Des Moines River, einem rechten Nebenfluss des Mississippi. Dieser bildet rund 80 km östlich die Grenze zu Illinois. Die Grenze Iowas zu Missouri verläuft 35 km südlich von Birmingham.
Die geografischen Koordinaten von Birmingham sind 40°52′44″ nördlicher Breite und 91°56′50″ westlicher Länge. Die Stadt erstreckt sich über eine Fläche von 2,75 km² und verteilt sich über die Union Township und die Lick Creek Township.
Nachbarorte von Birmingham sind Fairfield (15 km nördlich), Stockport (10,6 km ostnordöstlich), Keosauqua (18,6 km südlich), Douds (17,8 km westsüdwestlich), Leando (18 km in der gleichen Richtung).
Die nächstgelegenen größeren Städte sind Waterloo (213 km nordnordwestlich), Iowa City (127 km nordnordöstlich), Cedar Rapids (167 km in der gleichen Richtung), die Quad Cities in Iowa und Illinois (185 km nordöstlich), Peoria in Illinois (254 km östlich), Illinois’ Hauptstadt Springfield (285 km südöstlich), St. Louis in Missouri (360 km südsüdöstlich), Columbia in Missouri (267 km südsüdwestlich), Kansas City in Missouri (388 km südwestlich), Nebraskas Hauptstadt Lincoln (449 km westlich), Nebraskas größte Stadt Omaha (384 km westnordwestlich) und Iowas Hauptstadt Des Moines (193 km nordwestlich).

## Verkehr
Der Iowa Highway 1 führt in Nord-Süd-Richtung als Hauptstraße durch das Stadtgebiet von Birmingham. Alle weiteren Straßen sind untergeordnete Landstraßen, teils unbefestigte Fahrwege sowie innerörtliche Verbindungsstraßen.
Mit dem Keosauqua Municipal Airport befindet sich 20,4 km südlich ein kleiner Flugplatz für die allgemeine Luftfahrt. Die nächsten Verkehrsflughäfen sind der Des Moines International Airport (195 km nordwestlich), der Eastern Iowa Airport in Cedar Rapids (157 km nordnordöstlich), der Quad City International Airport bei Moline in Illinois (194 km nordöstlich) und der Southeast Iowa Regional Airport von Burlington (88 km ostnordöstlich).

## Bevölkerung
Nach der Volkszählung im Jahr 2010 lebten in Birmingham 448 Menschen in 191 Haushalten. Die Bevölkerungsdichte betrug 162,9 Einwohner pro Quadratkilometer. In den 191 Haushalten lebten statistisch je 2,35 Personen.
Ethnisch betrachtet setzte sich die Bevölkerung zusammen aus 97,8 Prozent Weißen, 0,7 Prozent Afroamerikanern, sowie 0,2 Prozent (eine Person) aus anderen ethnischen Gruppen; 1,3 Prozent stammten von zwei oder mehr Ethnien ab. Unabhängig von der ethnischen Zugehörigkeit waren 2,0 Prozent der Bevölkerung spanischer oder lateinamerikanischer Abstammung.
23,0 Prozent der Bevölkerung waren unter 18 Jahre alt, 58,7 Prozent waren zwischen 18 und 64 und 18,3 Prozent waren 65 Jahre oder älter. 48,4 Prozent der Bevölkerung waren weiblich.
Das mittlere jährliche Einkommen eines Haushalts lag bei 40.625 USD. Das Pro-Kopf-Einkommen betrug 19.608 USD. 14,7 Prozent der Einwohner lebten unterhalb der Armutsgrenze.

## Bekannte Bewohner
- Clifford R. Hope (1893–1970) – republikanischer Abgeordneter des US-Repräsentantenhauses – geboren und aufgewachsen in Birmingham